# Horchatería (local)

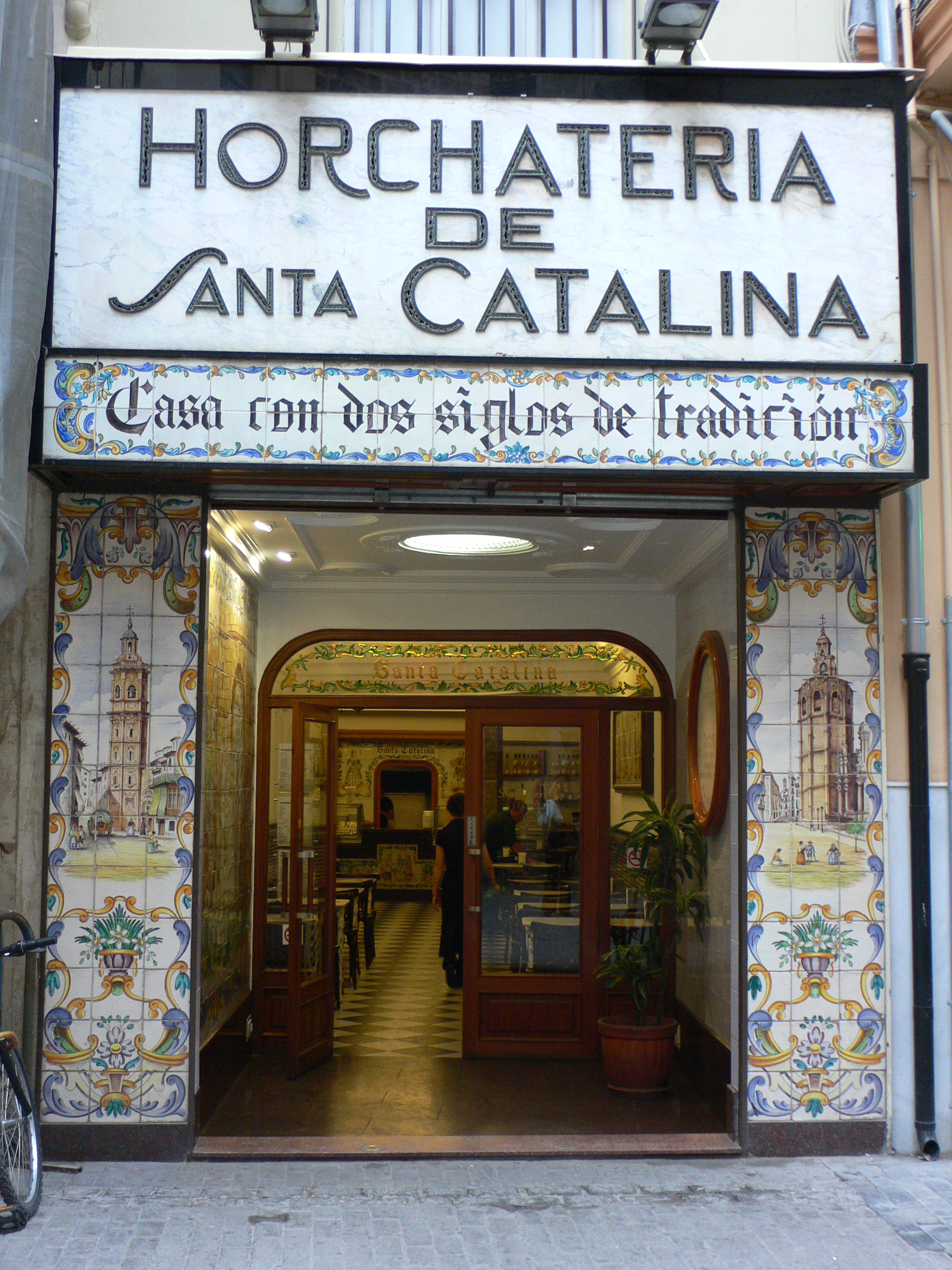
Horchatería típica valenciana.

La horchatería es un local tradicional de Valencia, pero extendido por toda España, en el que se toma horchata natural. Es muy normal merendar con las familias, considerándolo una celebración donde la gente disfruta en este local típico valenciano.
Es un hábito de generaciones entre los valencianos, se suele tomar con fartones artesanos que tienen ventaja sobre los industriales. Las horchaterías fabrican sus propios fartones. Además, hay otros productos, como los granizados, el agua de cebada y la leche merengada tradicional con canela. En las horchaterías también venden helados y batidos. Otros productos para bañar en la horchata, además de los fartones, son las rosquilletas y la coca de llanda.